# Brian O'Neill
Brian Cormac O'Neill (Wilmington, Delaware, 15 de septiembre de 1995) más conocido como Brian O'Neill, es un jugador profesional estadounidense de fútbol americano que se desempeña en la posición de offensive tackle en Minnesota Vikings, equipo de la National Football League (NFL).

## Carrera
Fue seleccionado en la segunda ronda en la Reunión Anual de Selección de Jugadores de la NFL de 2018. Hizo su debut profesional con el equipo Minnesota Vikings, donde lleva jugando seis temporadas.